# Guttigadus kongi
Guttigadus kongi är en fiskart som först beskrevs av Markle och Meléndez C., 1988.  Guttigadus kongi ingår i släktet Guttigadus och familjen Moridae. Inga underarter finns listade i Catalogue of Life.